# سید کریم قنبری
سید کریم قنبری (زاده ۱۳۲۳ کرمانشاه – درگذشت ۱۹ اردیبهشت ۱۳۹۷ تهران) شاعر، منتقد ادبی و استاد دانشگاه اهل ایران بود.

## زندگی نامه
وی دوران کودکی و تحصیلات خود را در قصر شیرین گذراند و از  نوجوانی به سرودن شعر پرداخت. شعرهای او  به صورت پراکنده در نشریات، جُنگ‌های ادبی و مجموعه شعرهای گردآوری شده، انتشار یافته‌است. وی استاد دانشگاه هنر و ادبیات دانشگاه تهران و عضو هیئت علمی دانشگاه الزهرا بود. قنبری به غیر از سرودن شعرهای آیینی و مذهبی، اجتماعی، سبک شعر ساده را به نام خود به ثبت رسانده‌است.